# AFC Futsal Club Championship 2010
La AFC Futsal Club Championship 2010 è stata la prima edizione della competizione asiatica di calcio a 5 per club. Tutte le gare si sono disputate a Esfahan, in Iran. Previsto in origine dal 4 al 12 luglio 2009 al Pirouzi Stadium, il torneo è stato disputato tra il 4 ed il 12 marzo 2010 a causa dei disordini del giugno 2009. 
Il 10 febbraio 2010, a seguito della decisione della FIFA, la formazione irachena del Nawrouz FC è stata esclusa dalla competizione, lasciando il girone A con sole quattro squadre.

## Squadre iscritte
- New South Wales Thunder
- Wuhan Dilong
- Nagoya Oceans
- Foolad Mahan Sepahan
- Nawrouz FC (escluso il 10 febbraio 2010)

- AUB Altyn Tas Bishkek
- Pro’s Café
- Al Sadd
- Port Authority of Thailand F.C.
- Stroitel Zarafshan

## Gare

### Girone A
| Squadra               | Pti | G | V | N | P | GF | GS |
| --------------------- | --- | - | - | - | - | -- | -- |
| Foolad Mahan Sepahan  | 9   | 3 | 3 | 0 | 0 | 26 | 4  |
| Nagoya Oceans         | 6   | 3 | 1 | 0 | 2 | 15 | 11 |
| AUB Altyn Tas Bishkek | 3   | 3 | 2 | 0 | 1 | 9  | 20 |
| Stroitel Zarafshan    | 0   | 3 | 0 | 0 | 3 | 7  | 22 |

### Girone B
| Squadra                         | Pti | G | V | N | P | GF | GS |
| ------------------------------- | --- | - | - | - | - | -- | -- |
| Al Sadd                         | 9   | 4 | 3 | 0 | 1 | 31 | 22 |
| Port Authority of Thailand F.C. | 7   | 4 | 2 | 1 | 1 | 20 | 19 |
| Pro’s Café                      | 7   | 4 | 2 | 1 | 2 | 19 | 18 |
| Wuhan Dilong                    | 6   | 4 | 2 | 0 | 2 | 23 | 22 |
| New South Wales Thunder         | 0   | 4 | 0 | 0 | 4 | 15 | 27 |

### Semifinali
| Esfahan 11 marzo 2010 | Foolad Mahan | 5 – 3 (p.t. 2-2) | Port Authority | Pirouzi Stadium |

| Esfahan 11 marzo 2010 | Al Sadd | 7 – 4 (p.t. 1-0) | Nagoya Oceans | Pirouzi Stadium |

### Finale 3º-4º posto
| Esfahan 12 marzo 2010 | Port Authority | 6 – 6(5-6 DTS) | Nagoya Oceans | Pirouzi Stadium |

### Finale
| Esfahan 12 marzo 2010 | Foolad Mahan | 5 – 2 | Al Sadd | Pirouzi Stadium |